# Baimaqiao, Jiangxi
Baimaqiao är en socken i Kina. Den ligger i provinsen Jiangxi, i den sydöstra delen av landet, omkring 84 kilometer öster om provinshuvudstaden Nanchang. Antalet invånare är 39 214. Befolkningen består av 18 494 kvinnor och 20 720 män. Barn under 15 år utgör 26,0 %, vuxna 15-64 år 67 %, och äldre över 65 år 6,0 %.
Runt Baimaqiao är det tätbefolkat, med 442 invånare per kvadratkilometer. Närmaste större samhälle är Yugan, 8,1 km nordväst om Baimaqiao. Trakten runt Baimaqiao består till största delen av jordbruksmark.
Genomsnittlig årsnederbörd är 2 308 millimeter. Den regnigaste månaden är juni, med i genomsnitt 395 mm nederbörd, och den torraste är oktober, med 33 mm nederbörd.